# Кануан
Кануан (англ. Canouan) — острів у складі архіпелагу Гренадини, розташований в південній частині Навітряних островів, Карибського моря. Острів входить до складу держави Сент-Вінсент і Гренадини на правах залежної території. Адміністративним центром і єдиним населеним пунктом острова Кануан є місто Чарлстон, де і зосереджено все населення острова. Грошовою одиницею, що знаходиться в обігу на території острова Кануан, є східно-карибський долар (XCD, код 951), що складається з 100 центів.

## Географія
Кануан — невеликий вулканічний острів в південно-західній частині Карибського моря у складі острівної групи Гренадини. Острів має серповидную форму. Бар'єрний кораловий риф огинає практично все атлантичне узбережжя острова. Розташуваний у центральній частині архіпелагу Ґренадини в 50-ти км на південь від головного острова держави — острова Сент-Вінсент, і у 18-ти від Мюстік. У 200 кілометрах на захід від Кануана знаходиться острів Барбадос.
Острів має складну геометричну форму. Лінія його узбережжя сильно звивиста, і на всьому своєму узбережжі утворює кілька бухт і заток, а також сильно виступають у море півострови. Пологі береги острова Кануан покриті білими та жовтими пісками, утворюючи чудові пляжі. Рельєф острова Кануан гористий, найвищою точкою його є гора Махо, висотою 300 метрів над рівнем моря. Площа острова Кануан становить 7,60 км². 
Назва острова походить з мови племен карибів, де воно означає «човен» або «пліт». Тваринний та рослинний світ острова Кануан досить бідний.

## Клімат
На острові Кануан клімат класифікують як тропічний сухий пасатного типу. Температура повітря коливається протягом року від + 18 °С до + 32 °С. Середньомісячні температури перебувають у межах від +23 до +27 °C. Найхолодніший період — з листопада по лютий. Дощовий сезон триває з липня по листопад. При цьому дощі можуть тривати цілодобово. На острові бувають сильні урагани. Найспекотнішими місяцями вважаються липень і серпень, середня щоденна температура яких піднімається до позначки + 32 °С, а нічна досягає + 27 °С. Річна норма опадів становить від 1500 до 3700 мм. Найбільш дощові місяці — з вересня по листопад. Найсухішим вважається період з лютого по квітень, коли кількість дощових днів досягає трьох в місяць.

## Історія
Острів Кануан був відкритий експедицією Христофора Колумба у 1498 році. У цей період острів був фактично безлюдний, так як араваки до цього часу його покинули, а кариби не поспішали на нього переселятися. У 1763 році острів Кануан, як і всі Гренадини, перейшов під контроль Британії, саме британці заснували на острові перше поселення, а потім почали завозити сюди рабів для робіт на плантаціях цукрової тростини. У 1838 році острів Кануан увійшов до складу британської колонії Навітряні острова. У 1969 році Кануан спочатку увійшов до складу асоціативного держави Сент-Вінсент і Гренадини під владою Британії, а потім в 1979 році — до складу незалежної держави Сент-Вінсент і Гренадини.

## Населення
Чисельність населення острова Кануан становить приблизно 1200 осіб. У етно-расовому плані більшість остров'ян негри і мулати, білих досить мало. Державною мовою на острові Кануан є англійська. 

## Транспорт
На південному краю острова функціонує невеликий аеропорт, який має статус міжнародного. Це єдиний аеропорт регіону, сертифікований FAA (Федеральним авіаційним агентством США), куди прибувають стикувальні рейси з міжнародних аеропортів на островах Пуерто-Рико (м. Сан-Хуан 1 година 50 хвилин польоту), Барбадос (45 хвилин польоту) і Мартиніки (50 хвилин польоту). Напрямок обслуговують авіакомпанії «American Eagle» і «The Grenadines Alliance». У місті Чарлстон знаходиться кілька причальних пірсів, які можуть швартувати пасажирські судна з середньою осадкою, а також приватні яхти різної класності.

## Туризм
Крім пляжного відпочинку, до послуг туристів дайвінг в районі коралового рифу, численні казино, гольф-клуби, спа-центри та інші розваги для заняття свого вільного часу. На початку квітня на острові Кануан проходить традиційна щорічна вітрильна регата в декількох класах суден, що також приваблює сюди велику кількість туристів.
На Кануан діє 7 готелів різної класності обслуговування, а також є прибережні невеликі готелі на кілька постояльців. Вартість проживання в останніх закладах набагато нижче при практично однаковому сервісі і рівні обслуговування.

## Національні свята
- 1 січня — Новий Рік.
- 1 травня—  Свято праці та день рибалки.
- 25 грудня — Різдво.
- 31 грудня — Новий рік.

## Відомі уродженці острова
- Джон Джордж Мелвін Комптон — прем'єр-міністр Сент-Люсії (1979), (1982-1996), (2006-2007).
- Адонай Девід Фойл (англ. Adonal David Foyle, 9 березня 1975) — професійний баскетболіст, виступав у НБА (1997–2009).